# Stanica
 Ovo je glavno značenje pojma Stanica. Za druga značenja pogledajte Stanica (upravna jedinica).
Stanica je osnovna strukturna i funkcionalna jedinica svih poznatih organizama. Često se naziva i "građevnom jedinicom života". Postoje jednostanični organizmi (npr. bakterije) i višestanični organizmi (npr. čovjek, 100 bilijuna stanica prosječnog promjera 10 µm i mase 1 nanograma). Najveća poznata stanica je nojevo jaje.
Stanična teorija koju su prvi predložili botaničar Matthias Jakob Schleiden i zoolog Theodor Schwann 1839. govori da su svi organizmi izgrađeni od jedne ili više stanica. Stanice mogu nastati samo iz postojećih stanica. Životne funkcije organizma se događaju unutar stanice koja sadrži i nasljednu uputu nužnu za regulaciju staničnih funkcija i prijenos informacija na sljedeću generaciju.
Riječ stanica dolazi od latinske riječi cellula (hrv. ćelija). Ime je odabrao Robert Hooke promatrajući tanke prereze pluta (stijenke mrtvih stanica).

## Građa stanice

### Prokariotska stanica
Prokariotska stanica je jednostavne građe te ima staničnu stijenku i membranu, ali nema staničnu jezgru (nemaju oblikovanu jezgrinu ovojnicu) i organele, osim ribosoma koji su manji od eukariotskih. U ovu skupinu organizama pripadaju bakterije i Archaea. U citoplazmi prokariotskih stanica nalazi se jedna slobodna, prstenasta (iznimno linearna), zatvorena DNK koja se zove nukleoid. Najčešće je samo jedan kromosom bez histoproteina.
Transkripcija i translacija se u biosintezi proteina odvijaju u citoplazmi.

### Eukariotska stanica
Eukariotska stanica je stanica kod kojih je nasljedni materijal smješten u jezgri obavijenoj posebnom jezgrinom membranom. U eukariotskoj stanici razvile su se i brojne stanične organele kojih nema kod prokariotskih organizama, među kojima su: endoplazmatiski retikulum, Golgijev aparat, lizosomi, mitohondriji i plastidi. Eukariotske stanice su većinom puno veće od onih od stanica prokariota. Citoskelet čine tubuli i filamenti koji igraju važnu ulogu u definiranju organizacije i oblika stanice. Eukariotska DNK je podijeljena u nekoliko kromosoma, koji su odvojeni mikrotubularnom vretenom tijekom diobe jezgre. Uz aseksualnu staničnu diobu, mitozu, kod većine eukariota postoji i proces spolnog razmnožavanja, mejoza, koja se ne nalazi u prokariota.

## Unutarstanične komponente

### Stanična membrana
Stanična membrana je poluprospusni lipidni dvosloj izgrađen od bjelančevina i lipida koji odvaja unutarstanični dio od vanstaničnog okruženja. Tvari se u stanicu i iz stanice propuštaju prema principima osmoze, difuzije i aktivnog prijenosa. Uključena je u procese adhezije stanice, ionske vodljivosti i stanične signalizacije. Okružuje citoplazmu stanice i polazište je nekim strukturama citoskeleta. Ona okružuje prokariotske i eukariotske stanice.

### Citoskelet
Citoskelet čini mreža tankih bjelančevinastih niti i cjevčica koje se protežu kroz cijelu stanicu. On daje oblik stanicama, omogućuje gibanje stanica i citokinezu, gibanje staničnih dijelova, staničnu diobu, endocitozu, usidrenost staničnih organela i citoplazmatskih enzima na određenom mjestu čime se održava optimalan prostorni raspored u samoj stanici te rast same stanice. Citoskelet se sastoji od najmanje tri tipa struktura, a to su mikrotubuli, mikrofilamenti i intermedijarni filamenti. 

### Genetski materijal
Genetski materijal nekog organizma svi su njegovi nasljedni podatci kodirani u DNK-u ili, u nekih virusa, u RNK-u. RNK se rabi i u prijenosu informacije (mRNK), kao enzim (ribosomski RNA), u translaciji (tRNK) itd. Prokariotski genetski materijal nukleoida čini jednostavan kružan DNK (jedan kromosom), dok je u eukariota DNK linearan. Čovjek ima 23 para kromosoma linearnog DNK-a. U mitohondrijima se nalazi mitohondrijski DNK.

### Organele
Organela je u staničnoj biologiji specijalizirana podjedinica stanice koja je funkcionalno izdvojena od ostatka stanice vlastitom membranom. Najraznovrsnije tipove organela nalazimo u eukariotskim stanicama viših organizama.
Mitohondrij je stanična organela eukariotskih stanica koja služi kao izvor stanične energije, mjesto su aktivnosti ciklusa limunske kiseline (Krebsovog ciklusa) kao i mjesto stvaranja adenozin trifosfata elektronskim transportom i oksidativnom fosforilacijom. Cilindrične su strukture i sastoji se od dvije membrane. Vjeruje se da su nastali endosimbiozom od aerobnih bakterija koje su ušle u stanicu.
Plastidi su organele koje posjeduju pigmente kao što su klorofili i karotenoidi i mjesto su sinteze i skladištenja hrane. Najvažnija vrsta plastida je kloroplast. Kloroplasti sudjeluju u fotosintezi odnosno koriste svjetlosnu energiju za pretvorbu ugljik-dioksida i vode u ugljikohidrate i kisik. Kloroplast također ima dvije membrane kao mitohondrij. Smatra se da su kloroplasti nastali endosimbiozom modrozelenih algi koje su ušle u stanicu.
Ribosom je organel koji se nalazi u osnovnoj tvari stanice. Sastoji se od bjelančevina i RNK, a služi prevođenju genetske upute koja dolazi u obliku glasničke RNK (mRNA) u polipeptidni lanac koji se sastoji od aminokiselina.
Stanična jezgra nosi staničnu genetsku uputu koja određuje razvoj organizma. Okružena je jezgrinom ovojnicom, a jezgrine pore propuštaju određene tvari iz jezgre i u jezgru. Jezgra sadrži jezgricu.
Endoplazmatski retikulum proizvodi i transportira tvari. Dijeli se na hrapavi i glatki endoplazmatski retikulum. Hrapavi endoplazmatski retikulum služi za sintezu proteina, dok glatki endoplazmatski retikulum sudjeluje u sintezi lipida, razgradnji otrova i stvaranju vitamina D.
Golgijev aparat pohranjuje, pakira i distribuira proteine i lipide te proizvodi polisaharide. Sastoji od 3 - 8 membranskih vrećica pritisnutih jedna na drugu, diktiosoma. U životinjskim stanicama golgijev aparat je jednom stranom okrenut prema endoplazmatskom retikulumu, a drugom prema staničnoj membrani.
Lizosomi se proizvode u Golgijevom tijelu. On sadrži enzime (previrače), koji ruše složene molekule u organizmu. Ako se membrana lizosoma ošteti enzimi mogu ući u citoplazmu i razgraditi stanicu. Lizosomi također sudjeluju u diferencijaciji, preobrazbi, oplodnji, starenju, gladovanju te obrambenom mehanizmu stanica. Peroksisomi sadrže vodikov peroksid.
Centrosomi su glavna organizacijska središta mikrotubula i mikrofilamenata u stanici. Važna uloga centrosoma je upravljanje diobenim vretenom za vrijeme diobe stanice. U biljnim stanicama postoji ekvivalent centrosomu, ali on ne sadrži centriole.
Vakuola je organel koji služi za pohranu tvari. Vakuolu imaju i biljne i životinjske stanice, ali u biljnim stanicama može sadržavati i do 90% volumena stanice, dok su u životinjskih stanicama mnogo manje. Sadrže vodu, šećer, soli, otpadne i otrovne tvari i pigmente. U praživotinja vakuole su specijalizirane kao kontraktilne vakuole.

## Izvanstanične komponente
Kapsula i glikokalis su sluzave tvorbe na površini stanica. Stvaraju ih enzimi na membrani stanice, a izlučuju se na površini stanične stijenke. Ima zaštitnu ulogu.
Bičevi ili flagele omogućavaju pokretanje stanica. Građeni su od bjelančevina flagelina, malih su dimenzija i vidljivi samo elektronskim mikroskopom.
Fimbrije i pili su uglavnom ravne i čvrste tvorbe koje se nalaze na površini stanica. U odnosu na bičeve su brojnije i mnogo manje, građene od bjelančevine fibrilina odnosno polinima. Pilima bakterije prijanjaju na stanice makroorganizama te se koloniziraju. Fimbrijie povezuju dvije bakterije omogućujući konjugaciju.

## Funkcija stanice

### Podjela stanice
Stanica koja je završila interfazu i pripremila se za podijelu na dvije nove stanice, ulazi u diobu. Prokariotske stanice se dijele jednostavnom diobom, dok se eukariotske dijele mitozom ili mejozom. Promijene, koje se u stanici događaju za vrijeme diobe, mogu se uočiti mikroskopom.
Mitozom se dijele somatske stanice s diploidnim brojem kromosoma, pri čemu se količina DNK pravilno rasporedi u novonastalim stanicama (obe su diploidne, 2n). Dioba kojom se stvaraju spolne stanice naziva se mejoza. Pri tome se jedna diploidna stanica (2n) dva puta dijeli i nastaju četiri haploidne stanice (n).